# Бенигсен, Всеволод Маркович
Все́волод Ма́ркович Кушниро́вич (род. 27 июля 1973, Москва), более известен под псевдонимом Все́волод Бе́нигсен — российский писатель и сценарист.

## Биография
Родился в семье киноведа Марка Кушнировича и сценариста Анны Родионовой.
После окончания школы пробовал поступить в МГУ на филфак, затем в историко-архивный на архивное отделение, и провалившись, поступил в ГИТИС на актерский факультет. Учился в ГИТИСе в 1990—1992 годах, в мастерской Михаила Левитина. Через два года уехал в США, где по программе обмена студентов отучился год в небольшом университете штата Пенсильвания. Вернувшись в Россию, перешел из ГИТИСа на киноведческое отделение ВГИКа. В 1997 году окончил сценарно-киноведческий факультет ВГИКа, дипломная работа посвящена творчеству Вуди Аллена. После окончания уехал в Германию, где сменил массу профессий и в итоге вернулся в Россию.
Написал сценарии для нескольких художественных фильмов, в том числе для фильма «Иуда». В ленте «Аварийное состояние» также выступил в качестве постановщика. Снимался в сериале «Дикий-4» (2013) и в короткометражном фильме «В поиске» (2012).
Произведения Всеволода Бенигсена были отмечены различными литературными наградами. За роман «ГенАцид» получил премию журнала «Знамя». В 2010 году роман «Раяд» вошел в длинный список конкурса «Большая книга», а в 2012 году в длинный список этой же премии вошла книга «ВИТЧ». Роман «Раяд» также попал в короткий список литературной премии «НОС» (Новая словесность, премия 2011 года). За рассказ «Глебов-младший» прозаик стал лауреатом премии Юрия Казакова.
Пишет музыку и выступает вместе со своей группой на музыкальных площадках.

## Особенности творчества
Произведения Всеволода Бенигсена пронизаны социальным гротеском. Некоторые критики называют его в этом плане последователем Михаила Зощенко, а также продолжателем идей Юза Алешковского, Фазиля Искандера, Владимира Марамзина. По словам самого писателя, большое влияние на него, как на писателя, оказали Сергей Юрский и Фазиль Искандер, которые давали положительные характеристики ещё первым его детским стихам и прозе. Из авторов особо отмечает Владимира Войновича, которому в начале своей активной писательской деятельности подражал (что особенно заметно по книге «ГенАцид»).

### Романы
- ГенАцид. — М.: Время, 2009. — 352 с. — ISBN 978-5-9691-0401-3
- Раяд. — М.: Время, 2010. — 336 с. — ISBN 978-5-9691-0559-1
- ВИТЧ. — М.: Редакция Елены Шубиной, 2011. — 384 с. — ISBN 978-5-17-073226-5
- Чакра Фролова. — М: Эксмо, 2013. — 544 с. — ISBN 978-5-699-66503-7

### Сборники рассказов
- ПЗХФЧЩ! — М.: АСТ, 2011. — 413 с.
- Закон Шруделя: сборник. — М.: Эксмо, 2014. — 313[2] с.

## Фильмография

### Сценарист
- 2010 — БАгИ
- 2010 — Аварийное состояние
- 2013 — Иуда